# إنتشون

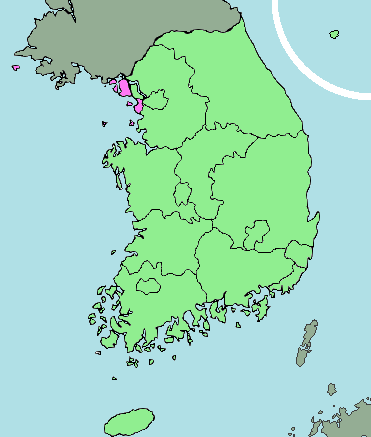
موقع إنتشون في كوريا الجنوبية

إنتشون (بالنطق الكوري: ‎in.tɕʰʌn‏) هي ثالث أكبر تجمع حضري في كوريا الجنوبية بعد سول وبوسان. وهي أكبر ميناء بحري على الساحل الغربي، وفيها أكبر مطار في البلاد وهو مطار إنتشون الدولي.
تقع إنتشون في شمال غربي كوريا الجنوبية.
يوجد في إنتشون أطول ناطحة سحاب في كوريا الجنوبية وهي برج تجارة آسيا الشمالية (بالإنجليزية: Northeast Asia Trade Tower)‏، والذي يبلغ ارتفاعه 305 متر (1001 قدم)، ويتكون من 68 طابقاً.

## التاريخ
أول ما سجل تاريخياً عن منطقة إنتشون في عام 475 في مملكة كوغوريو أنها كانت تسمى ميشوهول (بالإنجليزية: Michuhol)‏. ثم تغيّر الاسم كثيراً مع تغيّر الممالك والسلالات الحاكمة، حتى أخذت الاسم الحالي في 1413 أثناء حكم مملكة جوسون.
في 15 سبتمبر 1950، وأثناء الحرب الكورية، حدثت معركة إنتشون عندما نزلت القوات الأمريكية في إنتشون لتخفيف الضغط على محيط بوسان ولإطلاق هجوم الأمم المتحدة شمالاً. وكان نتيجة ذلك النصر الحاسم للأمم المتحدة.

## الاقتصاد
تشكل مدينة إنتشون قلب المنطقة الصناعية الرئيسية. خلال فترة التصنيع في كوريا الجنوبية، بُنيت العديد من المجمعات الصناعية في جميع أنحاء المدينة، ونتيجة لذلك، أصبحت المدينة تعتمد إلى حد كبير على قطاع التصنيع. ولكن مع إعلان منطقة إنتشون منطقة اقتصادية حرة في عام 2003، بدأت المدينة ببذل جهود لتطوير صناعات نمو جديدة. تشمل المناطق الصناعية الرئيسية مجمع بابيانغ الصناعي، الذي يستضيف مصنع جنرال موتورز إنتشون (مصنع جي إم دايو إنتشون سابقًا)، ومجمع خوان الصناعي، ومجمع نامدونغ الصناعي.
في السنوات الأخيرة، ظهرت الصناعة الحيوية كواحدة من الصناعات الجديدة الواعدة في المدينة. حاليًا، مع إجمالي طاقة إنتاجية تبلغ 330 ألف لتر سنويًا، تحتل المدينة المرتبة الثانية عالميًا في القدرة الإنتاجية جنبًا إلى جنب مع سان فرانسيسكو في الولايات المتحدة. يجري العمل على توسيع هذه القدرة الإنتاجية، وبعد اكتمال المشروع في عام 2018، ستصبح إنتشون في المرتبة الأولى بقدرة إنتاجية تصل إلى 510 آلاف لتر. إلى جانب ذلك تشهد صناعة الخدمات اللوجستية أيضًا نموًا سريعًا، وذلك بفضل مطار إنتشون، الذي احتل المرتبة الرابعة في العالم من حيث حركة الشحن، وتوسعة ميناء إنتشون.

## المواصلات
إنتشون هي مركز رئيسي للنقل المحلي والدولي بالنسبة لكوريا.

### الهواء
مطار إنتشون الدولي هو المطار الدولي الرئيسي في كوريا الجنوبية ومركز جوي إقليمي. في عام 2015، كان المطار رقم 22 الأكثر ازدحامًا في العالم من حيث حركة الركاب، حيث استقبل 49,412,750 مسافرًا.
بلغ إجمالي عدد الرحلات الجوية من وإلى مطار إنتشون الدولي 305,446 رحلة (300,634 رحلة دولية و4,812 رحلة محلية) في عام 2015، بمتوسط 837 رحلة (824 رحلة دولية و13 رحلة محلية) يوميًا. خدمت شركتا الطيران الرئيسيتان في كوريا، الخطوط الجوية الكورية وآسيانا، 50.9% من الرحلات، بينما خدمت شركات الطيران منخفضة التكلفة والأجنبية النسبة المتبقية البالغة 49.1%. يشهد المطار زيادة سريعة في عدد الركاب، وقد أدى افتتاح المبنى رقم 2 في ديسمبر 2017 إلى زيادة حركة المرور.
ظهر المطار أيضًا في المسلسل الدرامي الكوري «مدينة الطيران».
حصل مطار إنتشون الدولي على المرتبة «الخامسة على مستوى العالم» بين المطارات الدولية في أواخر عام 2018.

### البحر
يعد ميناء إنتشون البحري ثاني أكبر ميناء في كوريا بعد ميناء بوسان.
يضم الميناء محطة الركاب الدولية التي توفر خدمات العبارات إلى خمس مدن صينية: داليان، وتشينغداو، وتيانجين، وداندونغ، وويهاي. توجد عبارات إلى الجزر النائية في إنتشون بالإضافة إلى بيونغنيونغدو داخل خط الحدود الشمالي.

### الحافلات
يقع محطة حافلات إنتشون عند محطة المترو التي تحمل نفس الاسم، وتوفر خدمات حافلات سريعة إلى جميع أنحاء كوريا. كما تقدم العديد من خطوط الحافلات داخل المدينة خدمات النقل داخل حدود إنتشون، بالإضافة إلى المدن المجاورة مثل بتشون، وجيمبو، وسول، وسيهيونغ.

### القطارات
يوفر الخط الأول لمترو سول خدمات محلية إلى غورو، وسول، وتشونغنيانغني، وأويجونغبو، وسويوسان. يحتوي الخط على 11 محطة داخل مدينة إنتشون، ويرتبط بمترو إنتشون عند محطتي بوبيونغ وخوان.
تُقدَّم خدمات سريعة على نفس الخط من محطة دونغ إنتشون إلى محطة يونغسان في سول، وتتوقف فقط في المحطات الرئيسية.
أما خط قطار المطار السريع (أريكس)، فيربط مطار إنتشون الدولي بـمحطة سول عبر مطار جيمبو الدولي. افتتح القسم بين إنتشون وجيمبو في مارس 2007، ومدِد إلى محطة سول في ديسمبر 2010. يمكن للركاب الاختيار بين خدمة عالية السرعة تتوقف فقط في مطار إنتشون ومحطة سول، وتستغرق 43 دقيقة، لكنها تنطلق كل نصف ساعة. وخدمة شاملة لجميع المحطات، تستغرق 53 دقيقة لكنها تنطلق كل ست دقائق.
قُدمت خدمة كاي تي إكس على خط قطار المطار السريع في 30 يونيو 2014، حيث تتوقف القطارات في محطتي مطار إنتشون الدولي وجيومام.  توجد خطط إضافية لاستخدام خط سوين الجديد لتوفير خدمة كاي تي إكس إلى محطة إنتشون بحلول عام 2021.

### النفق
يضم مترو أنفاق إنتشون خطين للمترو يخدمان المدينة. يتصل الخط الأول بنظام مترو أنفاق سيول في محطة بوبيونغ (الخط الأول لمترو سول)، وخط أريكس في محطة غييانغ. يربط محطة منطقة الأعمال الدولية في سونغدو بمحطة غييانغ. يحتوي الخط على 28 محطة على مسار يبلغ طوله 29.4 كيلومترًا (18.3 ميلًا). يحتوي الخط أيضًا على محطات تحويل مع خط سوين في محطة وونينجاي، والخط الثاني لمترو أنفاق إنتشون في محطة قاعة مدينة إنتشون، والخط السابع لمترو سول في محطة مكتب حي بوبيونغ. افتُتح خط مترو أنفاق إنتشون 2 في يوليو 2016 ويمتد من محطة غومدان أورو إلى محطة أونيون. يبلغ طول الخط الآلي 29.2 كيلومترًا (18.1 ميلًا)، ويحتوي على 27 محطة، بما في ذلك محطات التحويل في محطة غيوما مع خط أريكس، ومحطة خوان مع الخط الأول لمترو سول والخط الثاني لمترو أنفاق إنتشون في محطة قاعة مدينة إنتشون.
تُشغل شركة إنتشون للنقل السريع مترو أنفاق إنتشون.
أنشأت شركة كوريل خط سكة حديد جديد للركاب باسم خط سوين. افتُتح الخط في عام 2012 من محطة أويدو في سيهيونغ إلى محطة سونغدو في إنتشون. ثم مُدد في عام 2016، ويصل الآن إلى محطة إنتشون حيث يمكن للركاب الانتقال إلى الخط الأول لمترو سول. في عام 2020، مُدد الخط من محطة أويدو إلى محطة سوان.
مددت شركة إس إم أر تي (واحدة من ثلاث شركات تشغيل لمترو أنفاق سيول الحضرية) الخط السابع لمترو سول إلى مكتب حي بوبيونغ بحلول عام 2011 وتوفير التحويلات إلى نظام مترو أنفاق إنتشون. يحتوي الخط على 3 محطات داخل إنتشون. بحلول عام 2020، مُدد الخط غربًا إلى محطة سوكنام مما أتاح للركاب الانتقال إلى الخط الثاني لمترو إنتشون.

## المنطقة الاقتصادية الحرة
تتألف المنطقة الاقتصادية الحرة في إنتشون من مناطق سونغدو وتشونغنا وجزيرة يونغجونغ، وتغطي مساحة إجمالية قدرها 51,739 فدانًا (20,938 هكتارًا). أنشئت المنطقة الاقتصادية الحرة لتطوير هذه المناطق إلى مراكز للخدمات اللوجستية والأعمال التجارية الدولية والترفيه والسياحة، والتي تستهدف في المقام الأول منطقة شمال شرق آسيا. تشير تسمية «المنطقة الاقتصادية الحرة» إلى الجهود المبذولة لتعزيز بيئة الأعمال للشركات الأجنبية وتحسين الظروف المعيشية للمغتربين. كانت أول منطقة من نوعها في كوريا الجنوبية، واعتمِدت رسميًا في أغسطس 2003. تشمل المنطقة البنية الأساسية للنقل الجوي والبحري والخدمات اللوجستية والأعمال التجارية الدولية والخدمات المالية والمرافق السكنية، إلى جانب المرافق التعليمية والطبية والترفيهية.

### مدينة سونغدو الجديدة
بدأ تطوير مدينة سونغدو الدولية في عام 1994 على أرض مستصلحة وكان من المقرر أن تكون مركزًا للأعمال التجارية الدولية والتجارة والتكنولوجيا والحياة الحضرية المستدامة بيئيًا. كان من المقرر في البداية الانتهاء منها بحلول عام 2020، وما تزال بعض المناطق قيد التطوير، مع مشاريع متطورة وتعديلات على الخطة الرئيسية الأصلية. تضم سونغدو العديد من الشركات المتعددة الجنسيات وتستضيف العديد من المؤسسات الدولية، بما في ذلك صندوق المناخ الأخضر. تشتهر المدينة بتقنيات المدينة الذكية وتصميمها الصديق للبيئة، وتتميز بمساحات خضراء واسعة وبنية تحتية ذكية وأنظمة متقدمة لإدارة النفايات.
مساحة التطوير: 13,162 فدانًا (53.26 كيلومترًا مربعًا).
السكان المخطط لهم: 252,000 نسمة

## التعليم

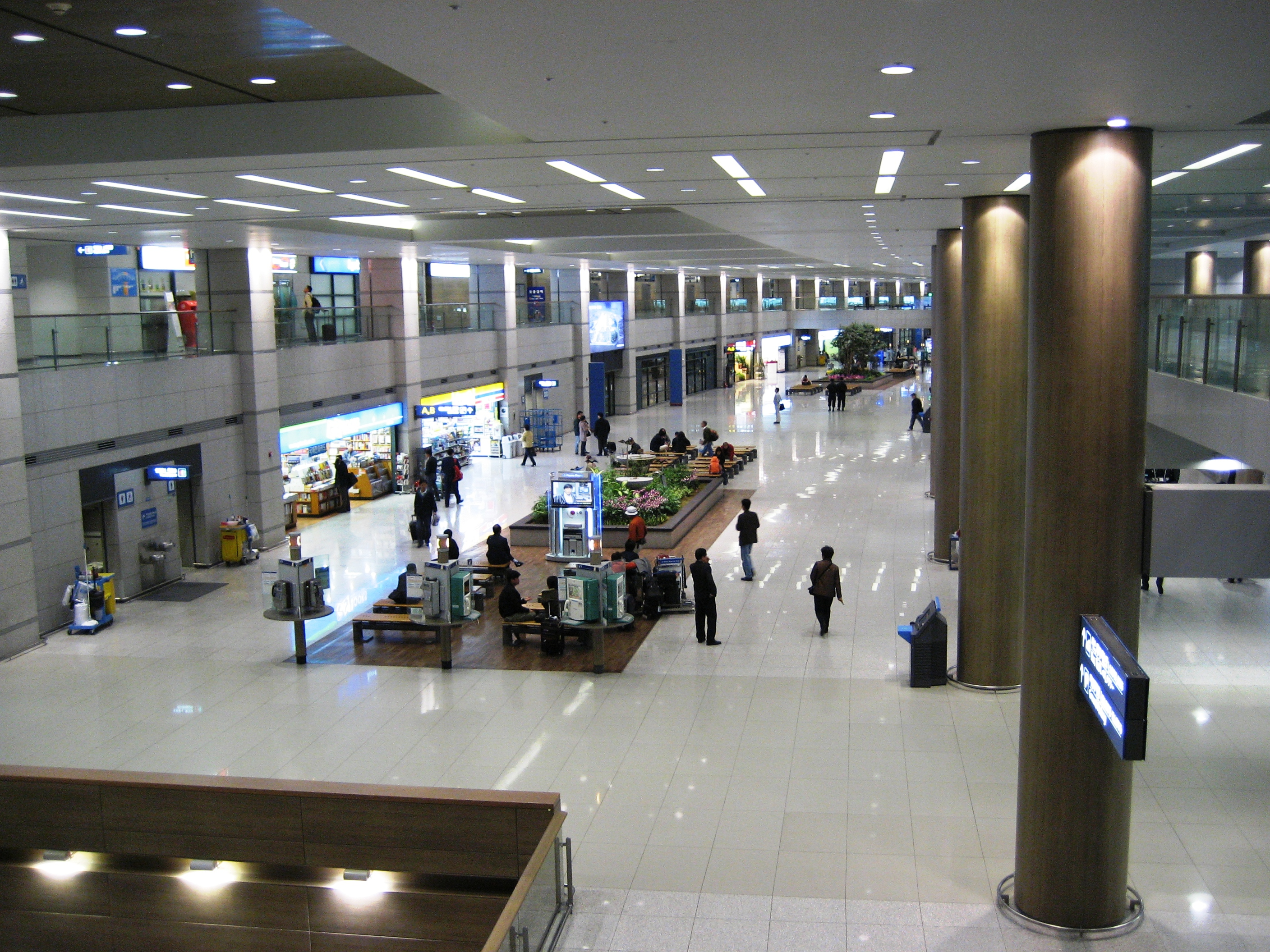
صالة الوصول في مطار إنتشون الدولي

يوجد في إنتشون عدة جامعات وكليات، منها:
- جامعة إنتشون
- جامعة جيونجين الوطنية للتعليم (بالإنجليزية: Gyeongin National University of Education)‏
- جامعة جاشون للطب والعلوم (بالإنجليزية: Gachon University of Medicine and Science)‏ (كلية طب)
- كلية جاشونجيل (بالإنجليزية: Gachongil College)‏ (جامعة خاصة)
- جامعة إنها (بالإنجليزية: Inha University)‏ (جامعة خاصة)

## العلاقات الدولية
إنتشون هي توأمة المدن التالية:
- الإسكندرية، مصر
- تل أبيب، إسرائيل
- كيتاكيوشو، اليابان
- كوبه، اليابان
- بنما (مدينة)، بنما
- هايفونغ (مدينة)، فيتنام
- ييكاتيرينبرغ، روسيا
- بانتن، إندونيسيا
- بسكارا، إيطاليا
- بنوم بنه، كمبوديا
- فيلادلفيا، الولايات المتحدة
- أنكوراج، ألاسكا، الولايات المتحدة
- بوربانك، كاليفورنيا، الولايات المتحدة
- هونولولو، هاواي، الولايات المتحدة

## وصلات خارجية
- (بالإنجليزية) موقع حكومة إنتشون